# Francia változatlan alakú szófajok
Ez a szócikk a francia nyelvtani funkcióval bíró változatlan alakú szófajokat mutatja be vázlatosan. Ide tartozik a határozószó, amely mondattani funkciót tölt be, valamint az elöljárószó és a kötőszó, amelyek viszonyszók. Az indulatszó, amelynek nincs grammatikai funkciója a mondatban, a Francia szókincs szócikk Szóteremtés szakaszában van bemutatva.
Külön említést érdemelnek azon hagyományosan határozószóknak tekintett szavak, amelyeknek nincs grammatikai funkciójuk, hanem módosítószók, konnektorok vagy mondatszók.
A franciában minden főnévi és névmási jelzőt, valamint minden főnévvel vagy hangsúlyos névmással kifejezett határozót elöljáróval szerkesztenek, ami helyettesíti a névszóragozást.
A határozói mellékmondatokat (a részeshatározóin és a képes helyhatározóin kívül) bevezető kötőszók és kötőszó értékű szókapcsolatok is meghatározzák, hogy mely igemódban áll a mellékmondat állítmánya.

## A határozószó

### Formai kategóriák
Formailag több határozószó-kategóriát lehet megkülönböztetni.
Vannak olyan francia határozószók, melyek egyenesen latin határozószókból származnak (pl. BENE > bien ’jól’, HERI > hier ’tegnap’) vagy amelyek alakulása olyan régen történt a francia nyelvben, hogy a beszélők számára már eredetileg határozószóknak számítanak. Ilyenek a demain ’holnap’, peu ’kevés’, tôt ’korán’ vite ’gyorsan’ határozószók.
Több határozószó más szófajokhoz tartozó szavak kapcsolatából keletkezett, és még többé-kevésbé felismerhetők az összetevőik. Ilyen például beaucoup ’sok’ (a beau coup ’szép ütés’ szókapcsolatból), longtemps ’sokáig’ (< long temps ’hosszú idő’), aujourd’hui (< au jour d’hui ’a mai napon’). Kevésbé összeolvadt ilyen határozószókat kötőjellel írnak: avant-hier ’tegnapelőtt’, après-demain ’holnapután’, peut-être ’talán’, sur-le-champ ’azonnal’ (eredeti jelentése ’a szántóföldön’), là-bas ’ott, oda’ (eredetileg ’ott lent, oda le’).
A franciában sok határozószó értékű szókapcsolat (franciául locutions adverbiales) is van, pl. à peu près ’hozzávetőlegesen’, en même temps ’egyidőben’, par hasard ’véletlenül’, à moitié ’félig’, d’ores et déjà ’már’, en vain ’hiába’, tout de suite ’azonnal’, tout à coup ’egyszerre’.
Több melléknevet határozószóként lehet használni hímnemű alakjukban. Példák: un bijou faux ’hamis ékszer’ vs. Il chante faux ’Hamisan énekel’, un profil fin ’vékony profil’ vs. hacher les ognions très fin ’nagyon kicsi darabkákra vágni a hagymát’, un camion cher ’drága kamion’ vs. Ce camion coûte cher ’Ez a kamion sokba kerül’, un homme fort ’erős ember’ vs. Il tape fort ’erősen üt’, Elle est jeune ’(Ő) fiatal’ vs. Elle s’habille jeune ’Fiatalosan öltözik’.

#### Melléknevekből képzett határozószók
A franciában sok a melléknévből képzett határozószó (többségük módhatározó), de csak egy képzőjük van, -ment.
A határozószó-képzés általános szabálya az, hogy a melléknév nőnemű alakjához teszik hozzá a képzőt. Példák:
- heureux, heureuse ’boldog’ → heureusement ’boldogan’;
- vif, vive ’élénk’ → vivement ’élénken’;
- naturel, naturelle ’természetes’ → naturellement ’természetesen’.

Ha a melléknévnek csak egy alakja van, mivel e-re végződik, akkor ehhez járul hozzá a képző: probable ’valószínű’ → probablement ’valószínűleg’.
Néhány a fenti kategóriákhoz tartozó melléknév esetén az egyetlen vagy a nőnemű alak néma e-je é-re vált (ejtsd [e], azaz mint a magyar „é”, de rövid): profond, profonde → profondément ’mélyen’, aveugle, aveugle → aveuglément ’vakon’, précis, précise → précisément ’pontosan’.
Másként rendhagyó a képzés a más magánhangzóra, mint néma e-re végződő hímnemű alakkal rendelkező melléknevekből. Ezek esetében a -ment képző a hímnemű alakhoz kapcsolódik: vrai → vraiment ’igazán’, aisé → aisément ’könnyen’, résolu → résolument ’határozottan’.
Az -ant és az -ent végű melléknevek esetében a melléknevek végződése összeolvad a képzővel, és ebből -amment, illetve -emment végződés adódik (mindkettő egyformán [amã]-nak hangzik): élégant → élégamment ’elegánsan’, prudent → prudemment ’óvatosan’.
Néhány egészen rendhagyó képződmény is van: gai, gaie → gaiement ’vidáman’ (írásában rendhagyó), gentil, gentille → gentiment ’kedvesen’.

### A határozószó fokozása
A legtöbb határozószót szabályosan fokozzák, ugyanúgy, mint a mellékneveket:
Középfok (comparatif):
- nagyobb mérték (de supériorité): plus vite ’gyorsabban’;
- azonos mérték (d’égalité): aussi vite ’ugyanolyan gyorsan’;
- kisebb mérték (d’infériorité): moins vite ’kevésbé gyorsan’;

Felsőfok (superlatif):
- viszonylagos (relatif):
  - legnagyobb mérték (de supériorité): le plus vite ’a leggyorsabban’;
  - legkisebb mérték (d’infériorité): le moins vite ’a legkevésbé gyorsan’;
- kizárólagos (absolu): très vite ’nagyon gyorsan’.

Megjegyzendő, hogy, mivel a határozószók változatlan alakúak, a melléknevektől eltérően felsőfokban a határozott névelőt csak hímnem egyes számú alakban használják (amely ebben az esetben semlegesnek számít), és az, hogy a kisebb mértéket és a legkisebb mértéket sokkal gyakrabban fejezik ki, mint a magyarban.
Négy határozószónak rendhagyó a fokozása, abban az értelemben, hogy külön, a latinból közvetlenül örökölt szó a középfokú alakjuk:
| Alapfok →  | Alapfok →      | Alapfok →         | bien ’jól’             | mal ’rosszul’                     | beaucoup ’sok’                     | peu ’kevés’           |
| Középfok → | nagyobb mérték | nagyobb mérték    | mieux (< latin MELIUS) | plus mal vagy pis (< latin PEIUS) | plus (< latin PLUS)                | moins (< latin MINUS) |
| Középfok → | azonos mérték  | azonos mérték     | aussi bien             | aussi mal                         | autant ’ugyanolyan sok/ugyanannyi’ | aussi peu             |
| Középfok → | kisebb mérték  | kisebb mérték     | moins bien             | moins mal                         | nincs                              | nincs                 |
| Felsőfok → | viszonylagos   | legnagyobb mérték | le mieux               | le plus mal vagy le pis           | le plus                            | le moins              |
| Felsőfok → | viszonylagos   | legkisebb mérték  | le moins bien          | le moins mal                      | nincs                              | nincs                 |
| Felsőfok → | kizárólagos    | kizárólagos       | très bien              | très mal                          | nincs                              | très peu              |

Megjegyzések:
- A mal ’rosszul’ határozószónak egy szabályos és egy rendhagyó alakja van középfokban és felsőfokban. A rendhagyót a kissé régies választékos nyelvi regiszterben használják, a beszélt nyelvben pedig csak néhány állandósult szókapcsolatban, például Ça va de mal en pis ’Egyre rosszabbul mennek a dolgok’.[9]
- A magyar ’nagyon sok’-nak nincs pontos francia megfelelője, mivel beaucoup elé nem lehet kitenni a très vagy ehhez közeli jelentésű szót. Ezért például a ’Nagyon sokat eszik’ mondat megfelelője franciául Il mange énormément lehet, szó szerint ’Rengeteget eszik’.

### Funkciók
A határozószók tipikus funkciója mondattani, mégpedig határozói. Ebben a minőségükben kiegészíthetnek:
- igét: Il est mort naturellement ’Természetesen halt meg’;
- melléknevet: Il est très gentil ’Ő nagyon kedves’;
- más határozószót: Le professeur parle bien lentement ’A tanár nagyon lassan beszél’.

Máskor ilyen szavak mondatban szerepelnek, de nincs mondattani funkciójuk, hanem módosítószókként a mondat egészének vagy egy részének értelmét módosítják úgy, hogy a beszélő viszonyulását jelölik a mondatban foglaltakhoz. Példa: Il est mort, naturellement ’Természetesen meghalt’ (vs. Il est mort naturellement), ahol ugyanaz a szó módhatározó.
Ugyancsak mondatban és ezen belül funkció nélkül, ilyen szavak úgynevezett „logikai konnektorok”-ként szolgálnak, független egyszerű mondatok, összetett mondatok vagy más nagyobb szövegrészek, mint például írásban bekezdések között, tehát nem a mondat szintjén, hanem a beszédszakasz vagy a szöveg szintjén van funkciójuk. Ilyenek például:
- történés szakaszait bevezető szavak: d’abord ’először’, ensuite ’azután’, finalement ’végül’;
- érvek felsorolásában használt szavak: premièrement ’elsősorban’, deuxièmement ’másodsorban’, troisièmement ’harmadsorban’, enfin ’végül’ stb.;
- engedményt bevezető szavak: certes ’persze’;
- az előzővel ellentétes állítást bevezető szavak: cependant, toutefois, néanmoins (mindhárom jelentése ’azonban, mindamellett, mindazonáltal’);
- következményt bevezető szavak: c’est pourquoi ’ezért’, aussi ’ekképpen’, alors ’akkor’;
- következtetést bevezető szavak: donc ’tehát’.

Egyes ilyen szavak egyedül alkothatnak tagolatlan mondatot párbeszédben, azaz mondatszók, például oui ’igen’, non ’nem’, bien sûr ’persze’ bien ’jó, jól van, helyes’, éventuellement ’esetleg’, peut-être ’talán’, volontiers ’örömest’.
Vannak olyan szavak, amelyek nem lehetnek határozók, csak módosítószók, konnektorok vagy mondatszók (például bien sûr, peut-être, certes), és olyanok, amelyek lehetnek ezek is, azok is, mint a fentebb említett naturellement. Olykor a lexikai jelentésük a funkciójuktól függően változik. Egyéb példák:
- bien:
  - határozó: Il travaille bien ’Jól dolgozik’;
  - mondatszó: Bien ’Jó / Jól van / Helyes’;
- alors:
  - határozó: Alors la vie était plus belle ’Akkor(iban) az élet szebb volt’;
  - konnektor: Tu es malade ? Alors, on n’ira pas au cinéma ’Beteg vagy? Akkor nem megyünk moziba’;
  - mondatszó: Alors, on part ? ’Nos, indulunk?’;
- aussi:
  - határozó: Il travaille aussi bien que toi ’Ő ugyanolyan jól dolgozik, mint te’;
  - konnektor: Aussi l’exemple suivant montre clairement que … ’Ekképpen a következő példa világosan mutatja, hogy …’;[13]
- déjà:
  - határozó: Ils sont déjà arrivés ’Már megérkeztek’;
  - módosítószó: Il s’appelle comment, déjà ? ’Hogy is hívják (őt)?’[14]

#### Tagadószók
Azon francia tagadószókról, amelyek az igét tagadják, lásd a Francia mondattan szócikkben a A tagadó mondat és a Tagadott főnévi igeneves szerkezetek szakaszokat. Az alábbiakban az igén kívüli mondatrészeket és egész mondatot tagadó szókat mutatjuk be. Ezek a non vagy a pas szó, olykor non és pas együtt. Mindegyik esetben ezek a tagadott szó vagy mondat előtt állnak. Példák:
- non egyedül:
  - mondatszóként más mondat előtt, párbeszédben: Est-ce que M. Alengry est là ? – Non, il est en voyage ’Alengry úr itt van? – Nem, elutazott’;
  - melléknévként használt melléknévi igenév előtt: un chèque non signé ’aláíratlan csekk’;
  - ige értékű melléknév előtt: eau non potable ’nem ivóvíz’;
  - főnév előtt, összetett szót alkotva: la non-observation d’un règlement ’szabályzat nem betartása’;
- non pas: melléknév előtt, ellentétben más melléknévvel: J’étais non pas déçu, mais plutôt surpris ’Nem csalódott voltam, hanem inkább meg voltam lepve’;
- non vagy non pas:
  - mondat előtt, ellentétben más mondattal: Il est parti, non (pas) parce qu’il en avait assez de la société, mais parce qu’il voulait en créer une ’Elment, nem azért mert elege volt a vállalatból, hanem mert alapítani akart egyet’;
  - determinánssal ellátott főnév előtt: Ce que tu as entendu était du lituanien, et non (pas) du russe ’Amit hallottál, az litvánul volt, nem oroszul’;
- pas egyedül:
  - tagolatlan mondatban, párbeszédben: Comment ça va ? – Pas très bien ’Hogy vagy? – Nem valami jól’;
  - non helyett, a fesztelen nyelvi regiszterben: un chèque pas signé;
  - non vagy non pas helyett, a fesztelen nyelvi regiszterben: Il est parti, pas parce qu’il …

#### Határozószók és elöljárószók
Amint a magyarban vannak azonos értelmű névutók és határozószók, úgy a franciában is vannak ilyen elöljárószók és határozószók. Egyes ilyen párokban a szavaknak azonos az alakja. Példák:
| Szó      | Példa                                                                    | Példa |
| Szó      | Elöljáróként                                                             | Határozószóként |
| -------- | ------------------------------------------------------------------------ | --- |
| après    | Ne venez pas après cinq heures ’Ne jöjjön öt óra után!’                  | Je suis là jusqu’à cinq heures. Ne venez pas après ’Öt óráig vagyok itt. Ne jöjjön azután!’                                                       |
| avant    | Tous sont nerveux avant le match ’Mindannyian idegesek a mérkőzés előtt’ | Maintenant c’est trop tard. Il aurait fallu me parler avant ’Most már túl késő. Azelőtt kellett volna szólni nekem’                               |
| depuis   | Nous vivons séparés depuis dix ans ’Tíz éve külön élünk’                 | Nous nous sommes séparés il y dix ans et nous ne nous sommes pas vus depuis ’Tíz évvel ezelőtt váltunk el egymástól, és azóta nem láttuk egymást’ |
| derrière | Qu’est-ce qu’il y a derrière ce mur-là ? ’Mi van a mögött a fal mögött?’ | Tu vois ce mur-là? Qu’est-ce qu’il y a derrière ? ’Látod azt a falat? Mi van mögötte?’                                                            |
| devant   | Attends-moi devant le théâtre ’Várj a színház előtt!’                    | Je sors du théâtre à dix heures. Attends-moi devant ’Tíz órakor jövök ki a színházból. Várj előtte!’                                              |

A legtöbb párban a különbség a szófajok között az, hogy az elöljáró a határozószóból vagy a határozó értékű szókapcsolatból és a de elöljáróból áll, és így mindig elöljáró értékű szókapcsolatról van szó. Példák:
J’habite loin ’Messze lakom’ – J’habite loin de l’université ’ Messze lakom’ az egyetemtől’;
Le musée n’est pas loin du théâtre, il est à côté ’A múzeum nincs messze a színháztól, mellette van’ – Le musée est à côté du théâtre ’A múzeum a színház mellett van’.

## Elöljárószók
A magyar esetragoknak és névutóknak általában elöljárószók (franciául prépositions) felelnek meg.

### Formai kategóriák
Vannak egy szóból álló elöljárók (pl. dans ’-ban/-ben’) és két vagy több szóból állóak, azaz elöljárószó értékű szókapcsolatok (franciául locutions prépositionnelles-nek vagy locutions prépositives-nek nevezettek). Ezek a következőképpen alakultak:
- utolsó alkotóelemként a de elöljáróval, pl. à côté de ’mellett’;
- utolsó elemként az à elöljáróval, pl. grâce à ’-nak/-nek köszönhetően’;
- elöljáró nélkül utolsó elemként, pl. à travers ’-n/-on/-en/-ön keresztül’;
- két elöljáróból:
  - az első de, pl. de derrière ’mögül’;
  - a második chez:[18] Je te ramènerai en revenant de chez le dentiste ’Visszaviszlek a fogorvostól jövet’, Je t’attendrai devant chez vous ’A házatok/lakásotok előtt várlak meg’.

Van egy különösebb eset is, az il y a, eredetileg a ’van, létezik’ jelentésű személytelen igei kifejezés, amelyet elöljáróként egy múltbeli időponttól a közlés időpontjáig eltelt idő kifejezésére használnak: Je l’ai connu il y a dix ans ’Tíz évvel ezelőtt ismertem meg’.
Megjegyzendő, hogy az à és a de elöljárók egybeolvadnak a le és a les határozott névelőkkel, tehát két különböző szófajhoz tartozó szóból egyetlen szó adódik, amelyben a kettő funkciója mégis külön kezelendő. Példák:
- à + le: Je vais au théâtre ’(A) színházba megyek’;
- à + les: Il vit aux États-Unis ’Az Egyesült Államokban él’;
- de + le: Je viens du cinéma ’(A) moziból jövök’;
- de + les: Elle est rentrée des Pays-Bas ’Visszajött Hollandiából’.

Ez érvényes a le és les-vel alkotott összetett kérdő és vonatkozó névmásokra is: Auquel tu penses ? ’Melyikre (hímnem egyes szám) gondolsz?’, Il y a là-bas un lac près duquel j’ai une maison ’Van ott egy tó, amelynek (hímnem egyes szám) közelében házam van’.

### Funkciók
Az elöljárók határozói vagy jelzői funkciójú szószerkezeteket vezetnek be. Ha egy mondatban ugyanaz az elöljáró vezet be több határozót, akkor megismétlődhet, amennyiben a beszélő vagy az író stilisztikai hatást akar elérni, vagy ha másként a mondat nem lenne elég világos, de többnyire csak először teszik ki. Példa: La vinaigrette se fait avec de l’huile, du vinaigre, du sel et du poivre ’A mártást olajjal, ecettel, sóval és borssal készítik’. Kivételt képez ez alól az à és a de: Nous parlerons aussi de l’Union européenne et de sa politique linguistique ’Szólni fogunk az Európai Unióról és ennek nyelvi politikájáról is’. Amikor locution-ról van szó, az első összetevő elég ha először van kitéve, de az utolsót kötelező megismételni, ha à vagy de: grâce à des subventions et à des taux avantageux ’támogatásoknak és kedvező kamatlábaknak köszönhetően’.
Amikor egy igének két egyazon főnévvel kifejezett határozója van, két elöljárót tesznek eléje, hogy kikerüljék a főnév megismétlését: Ces trois formats ont toujours vécu grâce à et pour la publicité ’Ez a három formátum mindig a reklámnak köszönhetően és annak javára élt’.
De és à nem mindig elöljárók, mégpedig akkor, amikor főnévi igenévvel nem határozót, hanem tárgyat alkotnak. Ekkor de vagy à a főnévi igenév jele. Példák:
- J’ai peur de partir ’Félek elmenni’ (képes helyhatározó de elöljáróval) vs. J’essaye de partir ’Próbálok elmenni’ (tárgy);
- Il pense à réaliser un film ’Arra gondol, hogy filmet rendezzen’ (képes helyhatározó à elöljáróval) vs. Il a réussi à réaliser son film ’Sikerült megrendeznie a filmjét’ (tárgy).

Nem minden elöljáró alkothat határozót akármilyen szófajú szóval. Egyesek csak névszói csoport előtt állhatnak, pl. avant ’előtt’, depuis ’óta’, pendant ’alatt’ (időtartamra vonatkozó). Ezek közül egyesek állhatnak főnévi igenév előtt, ha de-vel alkotnak locution-t, például avant de. Mások csak főnévi igenév előtt állhatnak, pl. afin de ’azért, hogy’, de peur de ’attól félve, hogy’, sous prétexte de ’azzal az ürüggyel, hogy’. Megint mások állhatnak mindkét szófajú szó előtt, pl. après (Je me couche après le déjeuner ’Lefekszem ebéd után’, Je me couche après avoir déjeuné ’Lefekszem, miután megebédeltem’) vagy sans ’nélkül/anélkül, hogy’ (láss példákat mondatban lentebb).
Több elöljárónak megfelel hasonló jelentésű határozószó (lásd fentebb Határozószók és elöljárószók). Hasonló jelentésű elöljáró – kötőszó párok is vannak. Az előbbiek főnévi igenévvel vagy/és névszói csoporttal kifejezett határozókat, az utóbbiak ezeknek megfelelő mellékmondatokat vezetnek be. Példák:
- elöljáró + főnévi igenév vs. kötőszó + mellékmondat: Je n’ai rien dit, de peur de me tromper ’Nem mondtam semmit, attól félve, hogy tévedek’ vs. Je n’ai rien dit, de peur que mon père s’y oppose ’Nem mondtam semmit, attól félve, hogy az apám ellenezni fogja’;
- elöljáró + névszói csoport vs. kötőszó + mellékmondat: J’ai beaucoup nagé pendant mon séjour à la mer ’Sokat úsztam a tengerparti üdülésem alatt’ vs. J’ai beaucoup nagé pendant que je suis resté à la mer ’Sokat úsztam, míg a tengerparton maradtam’;
- elöljáró + névszói csoport vs. elöljáró + főnévi igenév vs. kötőszó + mellékmondat: Je pars sans regret ’Sajnálat nélkül megyek el’ vs. Je pars sans regretter ma décision ’Anélkül megyek el, hogy sajnálnám a döntésemet’ vs. Je pars sans que personne le regrette ’Anélkül megyek el, hogy valaki is sajnálná’.

## Kötőszók
A francia kötőszók formailag annyiban különböznek a magyar kötőszóktól, hogy vannak kötőszó értékű szókapcsolatok is (franciául locutions conjonctionnelles vagy locutions conjonctives):
- egy szóból álló kötőszók: mais ’de’, si ’ha’;
- locutions: après que ’miután, azután, hogy’, jusqu’à ce que ’amíg’, si …, que ’olyannyira …, hogy’.[20]

Határozói mellékmondatokban a kötőszó is meghatározza, melyik igemódban áll az állítmány:
| Kötőszó                   | Igemód         | Példa                                                                                           | A példa fordítása                                                                          |
| ------------------------- | -------------- | ----------------------------------------------------------------------------------------------- | ------------------------------------------------------------------------------------------ |
| à condition que           | kötőmód        | Vous pouvez partir, à condition que votre père le permette                                      | Elmehettek azzal a feltétellel, hogy apátok megengedi                                      |
| à moins que               | kötőmód        | La réunion est finie, à moins que vous n’ayez quelque chose à ajouter                           | Az értekezletnek vége, hacsak nincs hozzátenni valójuk                                     |
| afin que                  | kötőmód        | Il marchait sous les arbres, afin qu’on ne le voie pas d’en haut                                | A fák alatt haladt, hogy meg ne lássák fentről                                             |
| alors que                 | kijelentő mód  | Alors que je prenais un virage, un pneu a éclaté                                                | Kanyarodás közben durrdefektet kaptam                                                      |
| après que                 | kijelentő mód  | Nous déménagerons après que l’appartement aura été nettoyé                                      | Majd beköltözünk, miután kitakarították a lakást                                           |
| au cas où                 | feltételes mód | Au cas où il y aurait du brouillard, je ne partirais pas                                        | Abban az esetben, ha köd van/lenne, nem indulok/indulnék el                                |
| au moment où              | kijelentő mód  | Le chef m’a fait venir dans son bureau juste au moment où j’avais fini de ramasser mes affaires | A főnök az irodájába hívatott pont akkor, amikor befejeztem a holmim összeszedését         |
| aussi longtemps que       | kijelentő mód  | Je t’attendrai aussi longtemps qu’il faudra                                                     | Annyi ideig foglak várni, ameddig kell                                                     |
| aussitôt que              | kijelentő mód  | J’ai appelé Jules aussitôt que je l’ai aperçu                                                   | Hívtam Jules-t, amint megláttam                                                            |
| avant que                 | kötőmód        | Juste avant que le train parte, on a entendu la sirène d’alerte                                 | Éppen mielőtt elindult volna a vonat, meghallottuk a vészjelzést adó szirénát              |
| bien que                  | kötőmód        | Bien qu’il comprenne le français, il ne parle pas la langue                                     | Habár ért franciául, nem beszéli a nyelvet                                                 |
| chaque fois que           | kijelentő mód  | Chaque fois qu’il me rencontre, ce monsieur lève son chapeau                                    | Ahányszor találkozik velem, ez az úr kalapot emel                                          |
| comme                     | kijelentő mód  | Comme les transports en commun étaient en grève, j’ai pris ma voiture                           | Mivel a tömegközlekedés sztrájkolt, kocsimba szálltam                                      |
| comme si                  | kijelentő mód  | Il me parle comme si j’étais un idiot                                                           | Úgy beszél velem, mintha idióta lennék                                                     |
| de crainte que            | kötőmód        | Elle s’enfermait toujours dans sa chambre de crainte que sa mère ne la surprenne à lire         | Mindig bezárkózott a szobájába attól tartva, hogy az anyja rajtakapja olvasás közben       |
| de peur que               | kötőmód        | Il se tenait tranquille de peur qu’on ne le mette à la porte                                    | Nyugton maradt attól félve, hogy kirúgják                                                  |
| depuis que                | kijelentő mód  | Depuis que je connais Claude, je suis un autre homme                                            | Amióta Claude-ot ismerem, más ember vagyok                                                 |
| dès que                   | kijelentő mód  | Dès qu’un nuage apparaît, il se réfugie dans la maison                                          | Amint megjelenik egy felhő, ő máris bemenekül a házba                                      |
| en attendant que          | kötőmód        | Je me suis assis sur un banc en attendant que ma femme sorte du bureau                          | Leültem egy padra arra várva, hogy a feleségem kijöjjön az irodából                        |
| étant donné que           | kijelentő mód  | Étant donné que l’autoroute était encombrée, j’ai préféré prendre d’autres routes               | Mivel az autópálya zsúfolt volt, inkább más utakon haladtam                                |
| jusqu’à ce que            | kötőmód        | Reste ici jusqu’à ce que je revienne !                                                          | Maradj itt addig, amíg visszajövök!                                                        |
| le temps que              | kötőmód        | Prends un café le temps que j’aille à la banque                                                 | Igyál meg egy kávét, amíg a bankba megyek!                                                 |
| lorsque                   | kijelentő mód  | Lorsqu’il faisait mauvais temps, je restais dans ma chambre à lire                              | Amikor rossz idő volt, a szobámban ültem, és olvastam                                      |
| maintenant que            | kijelentő mód  | Maintenant que tu es majeur, tu peux te marier                                                  | Most, hogy nagykorú vagy, megházasodhatsz                                                  |
| même si                   | kijelentő mód  | Il se lançait toujours dans l’aventure même si le danger était évident                          | Mindig belevetette magát a kalandba, akkor is, ha a veszély nyilvánvaló volt               |
| même si                   | kijelentő mód  | Il se lancerait dans l’aventure même si le danger était évident                                 | Belevetné magát a kalandba akkor is, ha a veszély nyilvánvaló lenne                        |
| parce que                 | kijelentő mód  | Je bois du café parce que j’ai sommeil                                                          | Azért iszom kávét, mert álmos vagyok                                                       |
| pendant que               | kijelentő mód  | Pendant que je dormais, un cambrioleur a pénétré dans la maison                                 | Miközben aludtam, betörő hatolt be a házba                                                 |
| plutôt que                | kijelentő mód  | Cet enfant hurle plutôt qu’il ne pleure                                                         | Ez a gyerek inkább ordít, mint sír                                                         |
| pour que                  | kötőmód        | La fillette est assez grande pour qu’on puisse la laisser seule à la maison                     | A kislány elég nagy ahhoz, hogy egyedül lehessen hagyni otthon                             |
| pourvu que                | kötőmód        | Il répondra à tes messages, pourvu que tu lui écrives                                           | Válaszolni fog az üzeneteidre, csak írjál neki                                             |
| puisque                   | kijelentő mód  | Tu pourrais me raconter ce qui s’est passé, puisque tu y étais                                  | Elmesélhetnéd, mi történt, hiszen ott voltál                                               |
| quand                     | kijelentő mód  | Quand je travaille à la maison, je ne réponds pas au téléphone                                  | Amikor otthon dolgozom, nem veszem fel a telefont                                          |
| sans que                  | kötőmód        | Il s’est présenté sans qu’on lui dise de venir                                                  | Jelentkezett anélkül, hogy mondták volna neki, hogy jöjjön                                 |
| sauf que                  | kijelentő mód  | Je me suis assez bien amusé au cocktail, sauf que je ne connaissais personne                    | Elég jól szórakoztam a fogadáson, csak éppen nem ismertem ott senkit                       |
| si                        | kijelentő mód  | Si tu ne viens pas, je pars sans toi                                                            | Ha nem jössz, nélküled megyek el                                                           |
| si                        | kijelentő mód  | Si tu ne venais pas, je partirais sans toi                                                      | Ha nem jönnél, nélküled mennék el                                                          |
| si … que                  | kijelentő mód  | Je suis si maladroit, que je n’ose pas faire la vaisselle, de peur de la casser                 | Olyan kétbalkezes vagyok, hogy nem merek mosogatni, attól félve, hogy összetöröm az edényt |
| si bien que               | kijelentő mód  | Il a plu toute la journée, si bien qu’on a mangé à l’intérieur et pas dans le jardin            | Egész nap esett az eső, úgyhogy bent ettünk, és nem a kertben                              |
| tandis que                | kijelentő mód  | Tandis que le professeur expliquait, les élèves se lançaient des boules de papier               | Miközben a tanár magyarázott, a diákok papírgalacsinokat dobáltak egymásra                 |
| tant (…) que              | kijelentő mód  | Elle boit tant de café, qu’elle n’arrive plus à dormir                                          | Annyi kávét iszik, hogy már nem tud aludni                                                 |
| tellement (…) que         | kijelentő mód  | Il aime tellement le football, qu’il va voir tous les matchs                                    | Annyira szereti a futballt, hogy minden mérkőzésre kimegy                                  |
| toutes les fois que       | kijelentő mód  | Je loge chez mes amis toutes les fois que je vais dans leur ville                               | Barátaimnál lakom, akárhányszor a városukba megyek                                         |
| une fois que              | kijelentő mód  | Une fois que j’aurai mon diplôme, je trouverai un bon emploi                                    | Ha egyszer diplomám lesz, jó munkahelyet fogok találni                                     |
| un(e)/de tel(le)(s) … que | kijelentő mód  | On a pris de telles mesures de sécurité, que presque personne ne peut entrer                    | Olyan biztonsági intézkedéseket vezettek be, hogy majdnem senki sem mehet be               |